# 有你的地方
「有你的地方」（君がいる場所）是高垣彩陽的第一張單曲。於2010年7月21日由Music Ray'n發行。

## 概要
- 分為通常盤和初回盤2種類發行，初回生産限定盤有PV收錄在DVD內。
- 第3首曲目「You Raise Me Up」是愛爾蘭共和國和挪威的音樂家的神秘園的同名曲翻唱。

## 收錄曲

### 通常盤
1. 君がいる場所 [4:19]
作詞：中山真斗（Elements Garden）、作曲・編曲：藤田淳平（Elements Garden）
  - 電視動畫『世紀末超自然學院』片尾曲
2. わたしだけの空 [4:23]
作詞：mavie、作曲：聖司、編曲：木村篤史
3. You Raise Me Up [4:10]
作詞・作曲：羅爾夫·勒夫蘭・布倫登·格雷厄姆
4. 君がいる場所 （Instrumental）

DVD（初回限定盤）
1. 君がいる場所 (Music Clip)

## 外部連結
- （日語） 君がいる場所 （页面存档备份，存于）
- （日語） 高垣彩陽 Special website （页面存档备份，存于）